# Vyšehradské vrchy

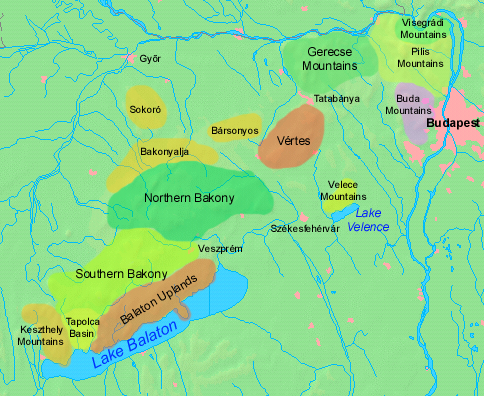
Poloha pohoří

Vyšehradské vrchy nebo také Visegrádské vrchy (maďarsky: Visegrádi-hegység) je pohoří na ležící v ohybu Dunaje v Maďarsku. Geograficky je součástí Severomaďarského středohoří jako jeho západní část, jako jediná ležící na pravém břehu Dunaje.
Vyšehradské vrchy nejsou součástí Zadunajského středohoří, kam patří Pilišské vrchy, které leží v bezprostřední blízkosti. Od Pilišských vrchů jsou odděleny dvěma potoky Dera Patak a Szentléleki-patak. Pohoří leží na spojnici měst Pomáz, města severně od Budapešti a Ostřihomí. Název pohoří je odvozen od města Visegrád v župě Pest, které je jedním z nejstarších měst v Maďarsku a významnou archeologickou lokalitou. Vrchy jsou spolu se sousedními pohořími Börzsöny a Pilišské vrchy součástí národního parku Dunaj-Ipeľ.

## Galerie

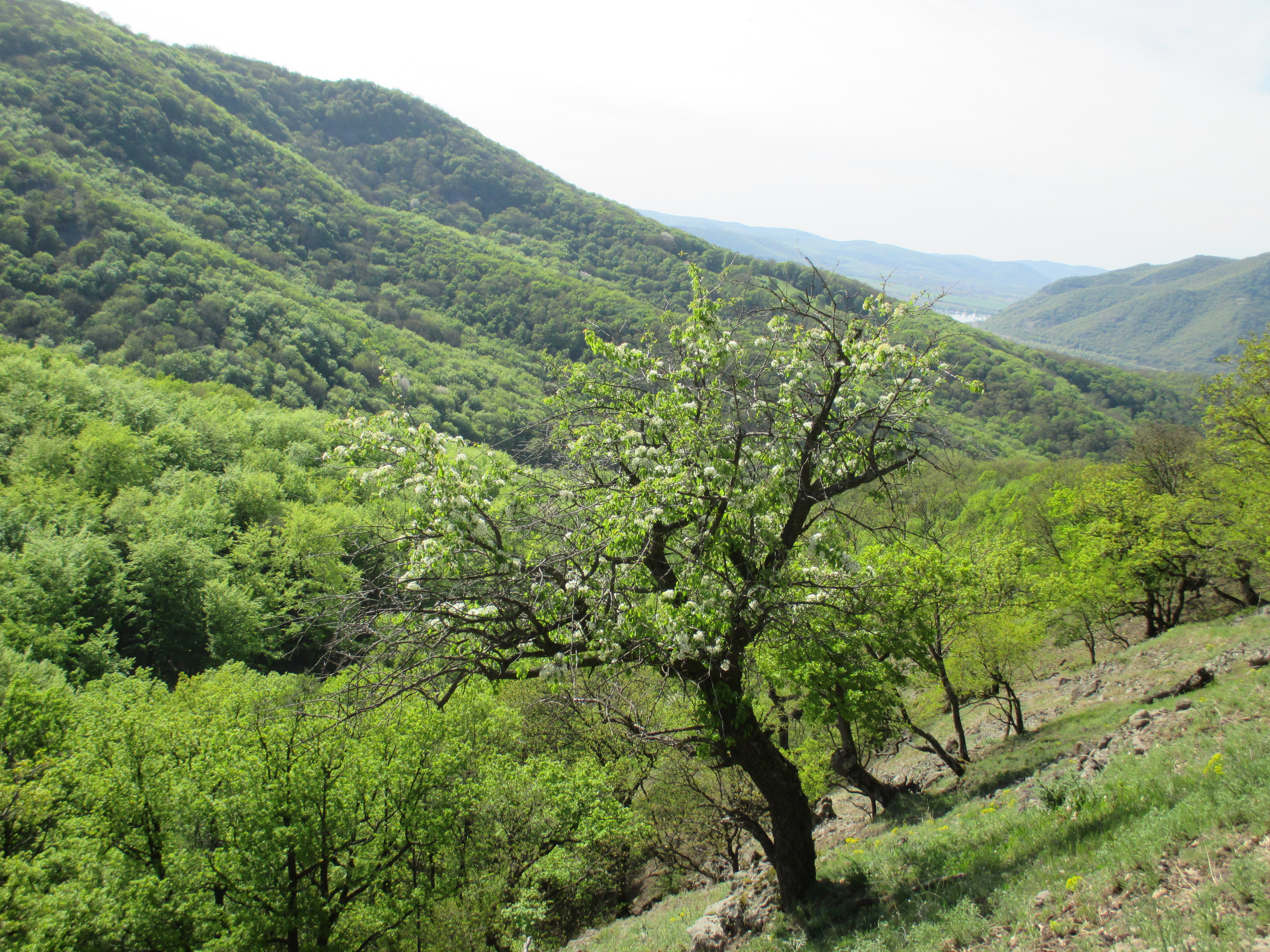
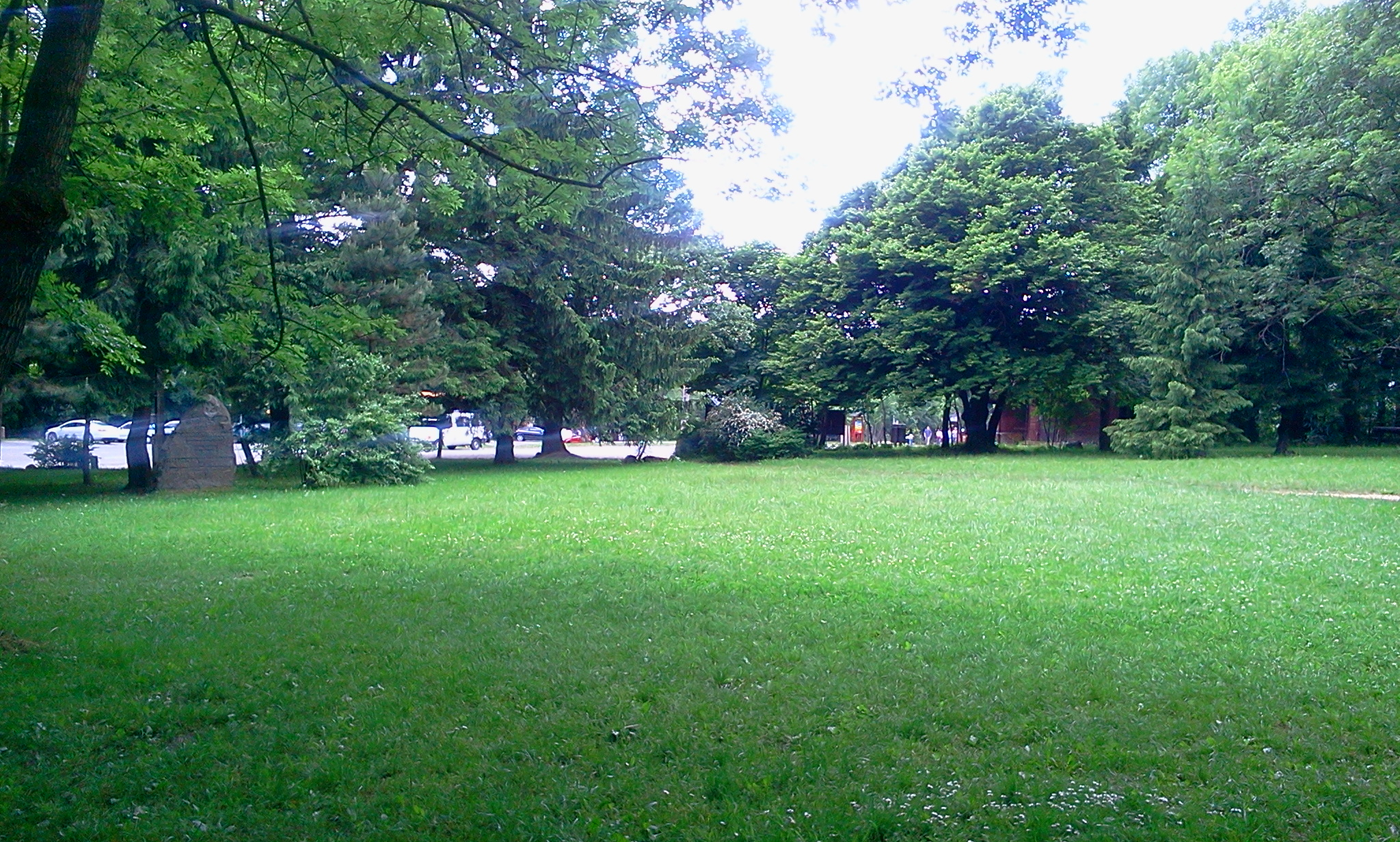
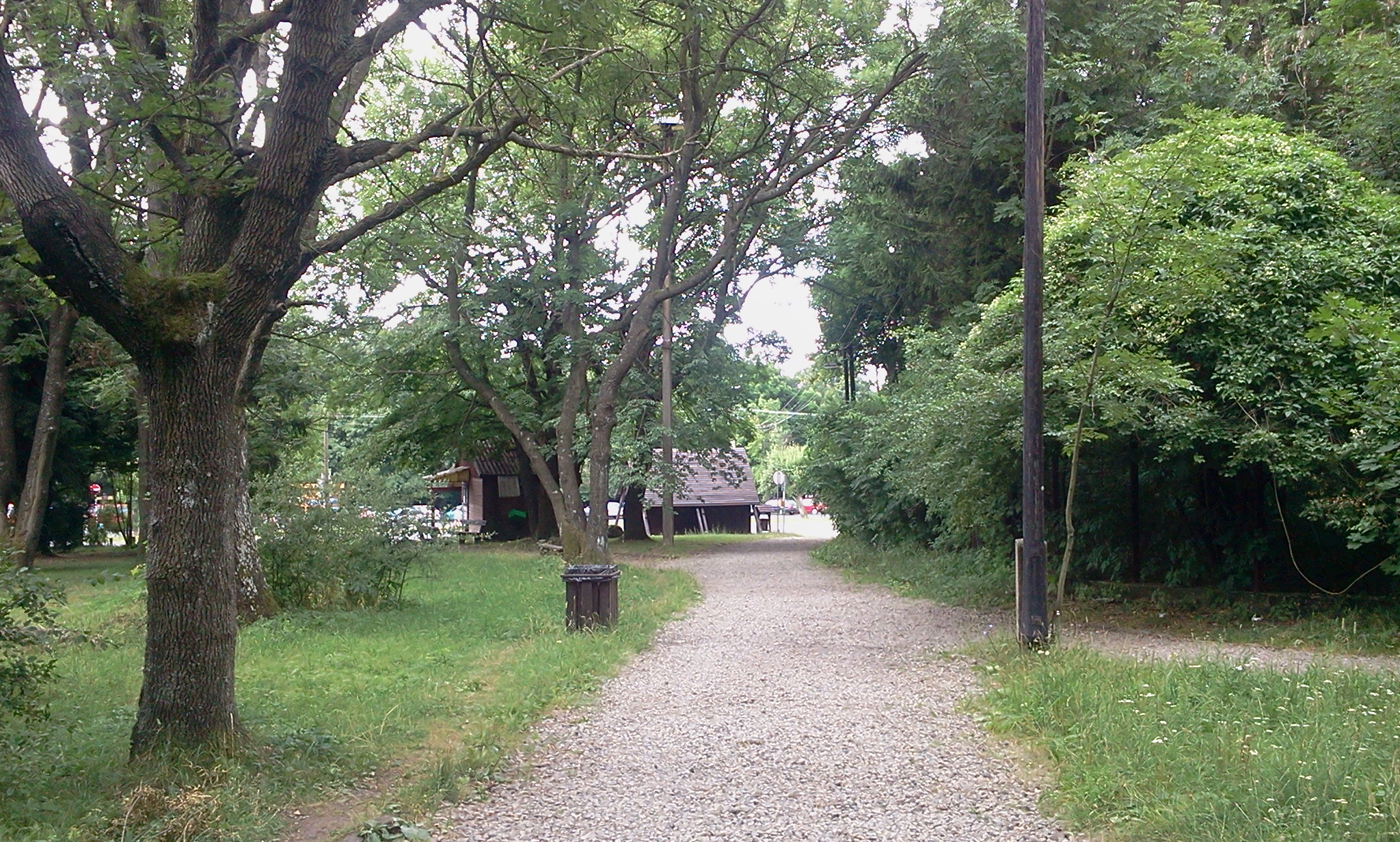